# Helina tasmaniensis
Helina tasmaniensis este o specie de muște din genul Helina, familia Muscidae, descrisă de Malloch în anul 1922.
Este endemică în Tasmania. Conform Catalogue of Life specia Helina tasmaniensis nu are subspecii cunoscute.